# 局部免責辯護
局部免責辯護（英語：partial defence）指不能完全免除被告人刑事法律責任的抗辯。例如，自衞可作為謀殺控罪的完全免責辯護以使被告人得以被裁定無罪，亦可作為局部免責辯護以使被告人得以被裁定為較輕微罪行（例如誤殺）。
在英格蘭及威爾斯，為謀殺作局部免責辯護可將定罪減輕為故意誤殺。局部免責辯護分為三種：喪失控制、減責神志失常及自殺協定。根據 《2009年死因裁判官及司法法令》第54條，這些抗辯理由僅適用於謀殺控罪；該法令第56條廢除了激怒免責辯護。